# Розенберг (Техас)
Розенберг (англ. Rosenberg) — місто (англ. city) в США, в окрузі Форт-Бенд штату Техас. Населення — 38 282 особи (2020).
Назване на честь Генрі фон Розенберга (Henry von Rosenberg), який емігрував з Швейцарії до США 1843 року і колишнього першого президента залізниці затоки, Колорадо та Санта Фе.

## Географія
Розенберг розташований за координатами 29°32′24″ пн. ш. 95°48′40″ зх. д. / 29.54000° пн. ш. 95.81111° зх. д. (29.539871, -95.811206).  За даними Бюро перепису населення США в 2010 році місто мало площу 58,37 км², з яких 58,23 км² — суходіл та 0,14 км² — водойми. В 2017 році площа становила 85,98 км², з яких 85,67 км² — суходіл та 0,31 км² — водойми.

## Демографія

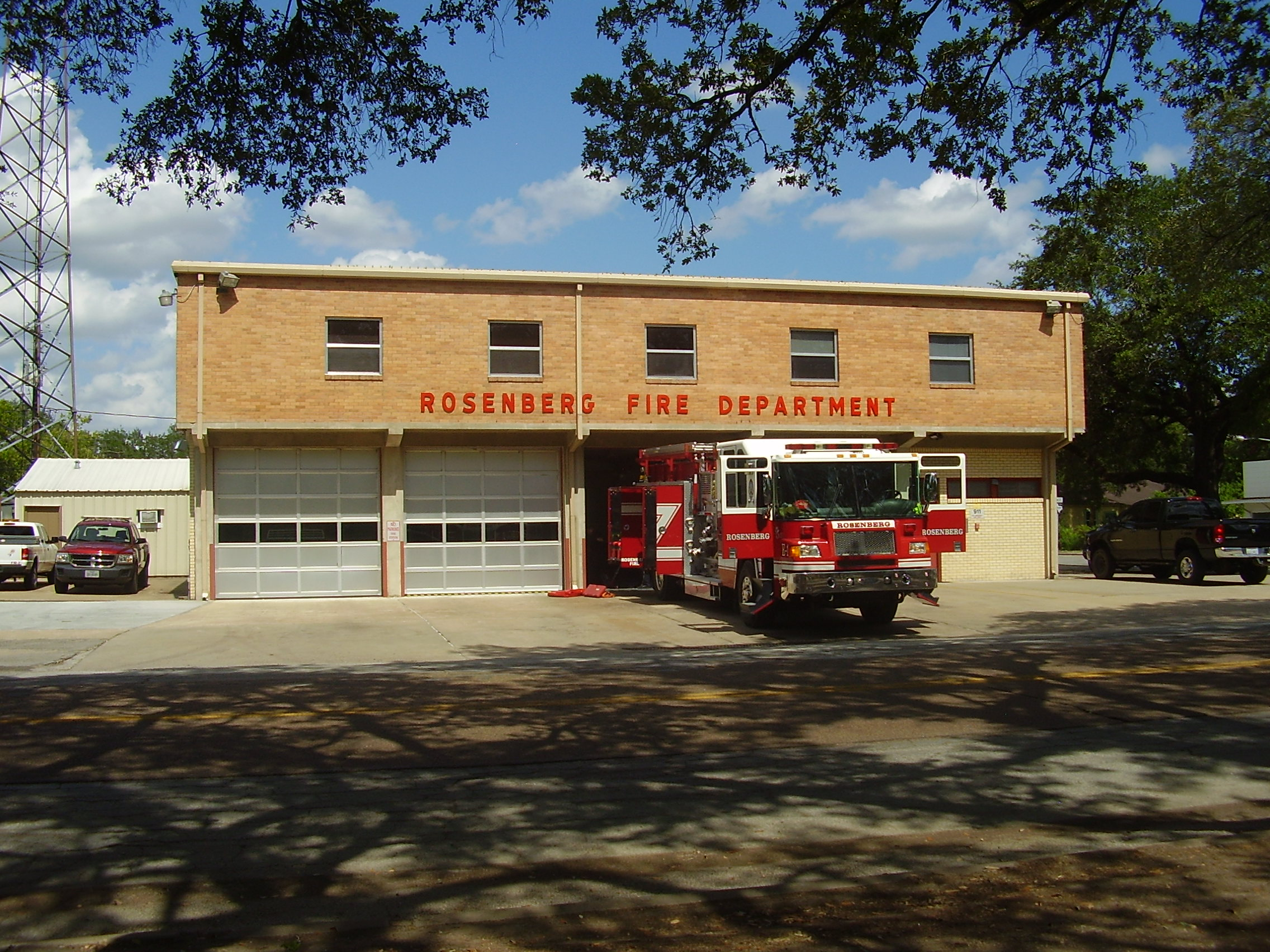
Пожежна станція Розенберга

Згідно з переписом 2010 року, у місті мешкало 30 618 осіб у 10 163 домогосподарствах у складі 7552 родин. Густота населення становила 525 осіб/км².  Було 11162 помешкання (191/км²).
Расовий склад населення:
| - 61,1 % — білих - 13,4 % — чорних або афроамериканців - 1,0 % — азіатів - 0,6 % — корінних американців - 0,1 % — вихідців з тихоокеанських островів - 20,9 % — осіб інших рас |

До двох чи більше рас належало 3,0 %. Частка іспаномовних становила 60,3 % від усіх жителів.
За віковим діапазоном населення розподілялося таким чином: 30,6 % — особи молодші 18 років, 59,9 % — особи у віці 18—64 років, 9,5 % — особи у віці 65 років та старші. Медіана віку мешканця становила 30,7 року. На 100 осіб жіночої статі у місті припадало 94,3 чоловіків;  на 100 жінок у віці від 18 років та старших — 92,0 чоловіків також старших 18 років.
Середній дохід на одне домашнє господарство  становив 57 655 доларів США (медіана — 44 916), а середній дохід на одну сім'ю — 62 212 долари (медіана — 51 291). Медіана доходів становила 37 348 доларів для чоловіків та 30 738 доларів для жінок. За межею бідності перебувало 20,7 % осіб, у тому числі 32,2 % дітей у віці до 18 років та 16,3 % осіб у віці 65 років та старших.
Цивільне працевлаштоване населення становило 15 150 осіб. Основні галузі зайнятості: освіта, охорона здоров'я та соціальна допомога — 21,8 %, роздрібна торгівля — 14,5 %, будівництво — 13,9 %.